# أبو بكر آدم إبراهيم
أبو بكر آدم إبراهيم (بالإنجليزية: Abubakar Adam Ibrahim)‏ هو كاتب نيجيري، ولد في 1979 في جوس في نيجيريا.

## وصلات خارجية
- الموقع الرسمي